# Кидушин
«Кидушин», или «Киддушин», др.-евр. קידושין‬, qidushin — «обручение» (букв. — мн. ч. от קידוש‬ — «освящение») — трактат в Мишне, Тосефте, Вавилонском и Иерусалимском Талмуде, в разделе Нашим («Женщины»). Главной темой трактата являются постановления, связанные с процедурой заключения брака в соответствии с иудейским религиозным законом.

## Предмет рассмотрения
Брак как общественный институт, упорядочивающий отношения между мужчиной и женщиной с целью создания семьи, существовал еще первобытном обществе. Моисеев закон говорит о браке как об общеизвестном явлении, причём из его содержания следует, что заключение брака у евреев, как и у других древних народов, носило характер гражданско-правовой сделки, сходной с куплей-продажей: жена покупалась мужем, при этом муж выступал в качестве «хозяина» (בעל). В Торе подробно описаны поиск жены для Исаака (Быт. 24) и история брака Иакова (Быт. 29), но ничего не говорится о том, каким образом оформлялось само бракосочетание.
Согласно Мишне, процедура заключения брака состояла из двух этапов — обручения (אירוסין) и собственно бракосочетания (נישואין, букв. «взятие»), промежуток между ними составлял около года (в современной практике этого промежутка нет, оба этапа следуют один за другим в ходе свадебного ритуала). Этап обручения назывался также קידושין‬ (кидушин). Это слово, вынесенное в заголовок данного трактата, буквально переводится как «освящение», поскольку происходит от корня קדש‬, обычное значение которого — «святой». Однако, в данном случае следует иметь в виду другие, исходные значения этого корня — «выделенный», «обособленный», «предназначенный», так как в этом и состоит смысл ритуала: обручённая становится предназначенной для своего будущего мужа и запрещённой для всех мужчин, как бы обособляется от всего мира, кроме человека, обручённого с ней. Порядок совершения обручения и условия, при которых оно имеет законную силу, являются предметом рассмотрения в трактате «Кидушин».

## Содержание
Трактат «Кидушин» в Мишне содержит 4 главы и 47 параграфов. Как и многие другие трактаты Талмуда, он начинается с числового правила, а завершается любопытными материалами агадического характера.
- Глава первая начинается с описания трёх способов оформления и двух способов прекращения брака, а затем, по характерной для Талмуда ассоциации идей, рассматривает способы заключения сделок и классификацию религиозных предписаний относительно обязательности их исполнения (начиная с того, что обязанность женить сына лежит только на отце, но не на матери).
- Глава вторая содержит правила обручения и рассматривает случаи, в которых оно считается недействительным: например, если обручение произведено с условием, и это условие не выполнено, или в качестве символа обручения использованы вещи, запрещённые к использованию.
- Глава третья продолжает разбор сложных ситуаций, связанных с обручением. Подробно разбираются обручения, совершаемые с условием, и спорные случаи, например, когда из сторон не признаёт факта совершения обручения.
- Глава четвёртая рассматривает случаи, в которых брак признаётся противоречащим закону, а также действия, вызывающие подозрения в безнравственности.

## Затрагиваемые темы
Франкель полагал, что трактат «Кидушин» представляет собой сборный труд. По старой традиции, переданной в послании Шериры (X век), первые листы вавилонской гемары «Кидушин» (2а — 3б) есть позднейшая вставка савораев. Тосефта подробно развивает положения Мишны; в этом трактате наиболее выпукло выделяется характер Тосефты, как глоссы к Мишне.
- В Мишне, 1:7 приводится важный галахический принцип, согласно которому женщины свободны от всех предписывающих заповедей, связанных с определённым временем для их исполнения.
- В Тосефте, 1:11 описаны обязанности родителей и детей по отношению друг к другу. Отец обязан сделать сыну обрезание, выкупить его, если он первенец, научить его Торе и профессии, женить его, а по некоторым мнениям — также научить плавать; приводятся высказывания раввинов относительно важности овладения профессией, например: «кто не научил сына ремеслу, научил его разбою». Дети обязаны обеспечивать родителей в старости. Обе гемары развивают эту тему, рассказывая много любопытного и поучительного из жизни законоучителей и их благоговейного отношения к родителям. Здесь же заметно коренное различие между обоими Талмудами: в то время как Вавилонский передаёт эти рассказы в сухой форме, Иерусалимский украшает их поэтической обработкой, что вообще характерно для агадической части палестинских источников, в особенности, Иерусалимского Талмуда.[1]
- В Мишне 4:1 перечисляется десять «родов», из которых состоит еврейский народ: священники, левиты, израильтяне, неправоспособные священники («халалы»), прозелиты («геры»), вольноотпущенники, мамзеры (незаконнорожденные), нефинеи, «шетуки» (лица, отец которых неизвестен), «асуфи» (подкидыши, не знающие своих настоящих родителей). Все они, согласно Мишне, являются полноправными евреями, но брак между представителями разных родов в некоторых случаях запрещён.
- В Мишне 4:12-14 вводятся ограничения, введённые для недопущения соблазна: мужчина не должен оставаться наедине с одной или двумя женщинами, холостяк и женщина не должны заниматься обучением детей; споры вызывает вопрос, может ли холостяк пасти скот и могут ли два холостяка спать под одним одеялом.
- В конце трактата обсуждается необходимость обучения детей ремеслу; приводится характеристика нравственного достоинства различных классов людей в зависимости от их профессии.[1]